# Monika Oberle
Monika Oberle (* 1973) ist eine deutsche Politikwissenschaftlerin und Professorin für Politikdidaktik an der Johann Wolfgang Goethe-Universität Frankfurt am Main.

## Leben
Monika Oberle studierte in Marburg, London und Berlin Politikwissenschaft. Das Diplom erwarb sie am Otto-Suhr-Institut der Freien Universität Berlin. Von 2006 bis 2011 war sie wissenschaftliche Mitarbeiterin im Arbeitsbereich Politikwissenschaft und ihre Didaktik (bei Georg Weißeno) an der Pädagogischen Hochschule Karlsruhe, wo sie 2011 promoviert wurde. An der Università Per Stranieri di Perugia, Italien, studierte sie außerdem die italienische Sprache und Kultur. Sie war von 2011 bis 2024 Professorin für Politikwissenschaft/Didaktik der Politik an der Georg-August-Universität Göttingen (von Oktober 2011 bis Oktober 2014 zunächst als Juniorprofessorin, nach einem von ihr abgelehnten Ruf an die Universität Wuppertal ab Oktober 2014 dann als W2-Professorin). Seit April 2024 hat Monika Oberle an der Johann Wolfgang Goethe-Universität Frankfurt am Main eine Professur für Politikwissenschaft mit Schwerpunkt Didaktik der Sozialwissenschaften inne. Sie war über viele Jahre in der außerschulischen, überparteilichen politischen Bildung (Zielgruppen: Schüler und Schülerinnen sowie junge Erwachsene) als Seminarleiterin und Referentin tätig (u. a. beim Verein zur Förderung politischen Handelns).
Oberle leitet das Jean Monnet Projekt "Fit4EU - Lehrkräfte innovativ und nachhaltig professionalisieren für eine zielgruppenorientierte EU-Bildung" (Laufzeit 01/2023 bis 12/2025). Gemeinsam mit Kollegen der Universitäten Bielefeld, Duisburg-Essen und zu Köln leitet sie außerdem das von der bpb geförderte Projekt "Machbarkeitsstudie Monitor Politische Bildung" (Laufzeit 10/2021 bis 12/2024). Zudem leitet sie das Frankfurter Teilprojekt in dem BMBF-geförderten Verbundprojekt "Digitale Souveränität als Ziel wegweisender Lehrer:innenbildung für Sprachen, Gesellschafts- und Wirtschaftswissenschaften in der digitalen Welt (DiSo-SGW)" im Rahmen des Kompetenzzentrums für Digitales und digital gestütztes Unterrichten (Laufzeit 06/2023 bis 12/2025).
Von 2016 bis 2023 war Oberle Mitglied der Leitungsgruppe des vom BMBF in der Qualitätsoffensive Lehrerbildung geförderten Schlözer Programm Lehrerbildung. Von Juli 2020 bis April 2021 hatte sie die Interimsleitung der vom BMFSFJ im Programm Demokratie leben! geförderten Bundesfachstelle Linke Militanz inne, die auch als Kompetenzzentrum Linker Extremismus fungiert. Monika Oberle hat an der Universität Göttingen mehrere Jean Monnet Projekte zur politischen Europabildung durchgeführt (u. a. PEP und JUMPER).
Oberle ist seit 2023 Vorsitzende des Wissenschaftlichen Beirats der Bundeszentrale für politische Bildung, dem sie seit 2018 angehört. Außerdem ist sie seit 2018 Beiratsmitglied der Stiftung Adam von Trott, Imshausen. 2023 wurde sie in die Mitgliederversammlung der Heinrich-Böll-Stiftung gewählt.
Monika Oberle war von 2016 bis 2021 Sprecherin der Gesellschaft für Politikdidaktik und politische Jugend- und Erwachsenenbildung (GPJE) und von 2012 bis 2016 deren Schatzmeisterin. Von 2016 bis 2021 war Oberle Vorstandsmitglied der Gesellschaft für Empirische Bildungsforschung (GEBF). Von 2012 bis 2018 war sie außerdem Sprecherin der Sektion Politikwissenschaft und Politische Bildung in der Deutschen Vereinigung für Politikwissenschaft (DVPW), deren Vorstand sie von 2015 bis 2016 angehörte.

## Schriften
- Der Beutelsbacher Konsens aus politikdidaktischer Perspektive. In: Der Beutelsbacher Konsens geschichtsdidaktisch. Wochenschau Verlag, 2024. ISBN 978-3-7344-1660-6.
- mit K. Hahn-Laudenberg, P. Ditges & M.-M. Stamer: Politische Sozialisation im Jugendalter. Ein Systematic Review des internationalen Forschungsstands auf Basis empirischer Studien in englisch-sprachigen Zeitschriften (Expertise, open access), Deutsches Jugendinstitut 2023, open access: DOI:10.36189/DJI202315
- Mithrsg.: Kontroversität in der Politischen Bildung, Wochenschau Verlag 2023. DOI https://doi.org/10.46499/2096
- Mithrsg.: Politikwissenschaft trifft Politikdidaktik – Stand und Perspektiven der politikwissenschaftlichen Lehrerbildung, Springer VS 2022.
- Kompetenzmodelle für Politiklehrkräfte. In: Handbuch Geschichts- und Politikdidaktik, Springer 2022. https://doi.org/10.1007/978-3-658-29668-1
- mit I. Heldt: Politische Bildung in der digitalen Welt. In: Fachliche Bildung in der digitalen Welt. Digitalisierung, Big Data und KI im Forschungsfokus von 15 Fachdidaktiken, Waxmann 2022. ISBN 978-3-8309-4454-6
- Co-Autorin: Schulbücher als Vermittler der Europäischen Integration? Eine produkt- und wirkungsorientierte Studie zum politischen Fachunterricht, Vandenhoeck & Ruprecht 2021 (open access: ISBN 978-3-7370-1265-2)
- Mithrsg.: Europa in der politischen Bildung, Wochenschau 2021 ISBN 978-3-7344-1209-7
- mit K. Pohl: Politik in der Lehrerinnen- und Lehrerbildung – Professionalisierung für ein vielgestaltiges Unterrichtsfach. In Handbuch Lehrerinnen- und Lehrerbildung, Klinkhardt/UTB 2020. DOI:10.36198/9783838554730
- Mithrsg.: Gesellschaftswissenschaftliche Fachdidaktiken: Theorien, empirische Fundierungen und Perspektiven, Springer VS 2018 ISBN 978-3-658-18891-7
- Mithrsg.: Medienkompetenz - Herausforderung für Politik, politische Bildung und Medienbildung, Bundeszentrale für politische Bildung 2017 (open access: ISBN 978-3-7425-0111-0, bpb.de)
- Mithrsg.: Politikwissenschaft und Politikdidaktik: Theorie und Empirie, Springer VS 2017
- Die Europäische Union erfolgreich vermitteln, Springer VS 2015 ISBN 978-3-658-06816-5
- Politisches Wissen über die Europäische Union. Subjektive und objektive Politikkenntnisse von Jugendlichen, Springer VS 2012 ISBN 978-3-531-18406-7
- Mithrsg. der Buchreihe „Empirische Forschung in den gesellschaftswissenschaftlichen Fachdidaktiken“, Springer VS ISSN 2569-2259, springer.com

## Einzelbelege
1. 1 2  Georg-August-Universität Göttingen - Öffentlichkeitsarbeit: Kurzlebenslauf Monika Oberle. In: Universität Göttingen. Georg-August-Universität Göttingen, abgerufen am 16. Juni 2024.
2. ↑  Profil Prof. Dr. Monika Oberle - Ehemalige Mitglieder, IPol Uni Göttingen. Abgerufen am 7. September 2024.
3. ↑  Lehrstuhl Politikwissenschaft/Didaktik der Politik. April 2024, abgerufen am 6. September 2024.
4. ↑  Politikwissenschaft mit dem Schwerpunkt Didaktik der Sozialwissenschaften. In: Homepage der Professur. Goethe-Universität Frankfurt am Main, 2024, abgerufen am 6. September 2024.
5. ↑  Jean-Monnet-Projekt "Fit4EU - Lehrkräfte innovativ und nachhaltig professionalisieren für eine zielgruppenorientierte EU-Bildung". In: Projektwebsite Fit4EU. Abgerufen am 6. September 2024.
6. ↑  Machbarkeitsstudie Monitor Politische Bildung. In: Projektwebsite. Abgerufen am 6. September 2024.
7. ↑  Verbundprojekt DiSo-SGW. In: Frankfurter Teilprojekt. Abgerufen am 6. September 2024.
8. ↑  Startseite - BMBF Qualitätsoffensive Lehrerbildung. BMBF Internetredaktion, abgerufen am 14. Februar 2021.
9. ↑  BMBF Internetredaktion: Projekte - BMBF Qualitätsoffensive Lehrerbildung. Abgerufen am 14. Februar 2021.
10. ↑  Wie politisch darf eine Lehrkraft sein? – Demokratiebildung als Schulauftrag - BMBF Qualitätsoffensive Lehrerbildung. BMBF Internetredaktion, 2019, abgerufen am 14. Februar 2021.
11. ↑  Schlözer-Programm-Lehrerbildung. In: Projektwebsite beider Förderphasen. Universität Göttingen, abgerufen am 6. September 2024.
12. ↑  Bundesfachstelle Linke Militanz. BMFSFJ, abgerufen am 14. Februar 2021.
13. ↑  Team, auf pep.uni-goettingen.de, abgerufen am 29. August 2022
14. ↑  Team, auf jumper.uni-goettingen.de, abgerufen am 29. August 2022
15. ↑  bpb: Wissenschaftlicher Beirat der Bundeszentrale für politische Bildung. In: bpb.de. bpb, 23. Juni 2023, abgerufen am 6. September 2024.
16. ↑  Prof. Dr. Monika Oberle in den Wissenschaftlichen Beirat der Bundeszentrale für politische Bildung berufen. Universität Göttingen, 2018, abgerufen am 6. September 2024.
17. ↑  Stiftung Adam von Trott - Vorstand und Beirat. Abgerufen am 7. September 2024.
18. ↑  Heinrich Böll Stiftung - Mitgliederversammlung. Abgerufen am 7. September 2024.
19. ↑  Sprecherkreis | GPJE. Abgerufen am 14. Februar 2021 (deutsch).

| Personendaten    | Personendaten                     |
| ---------------- | --------------------------------- |
| NAME             | Oberle, Monika                    |
| KURZBESCHREIBUNG | deutsche Politikwissenschaftlerin |
| GEBURTSDATUM     | 1973                              |